# Surgical Strike
Surgical Strike ist eine deutsche Thrash-Metal-Band aus Hannover in Niedersachsen.

## Geschichte
1993 wurde die Band in Sehnde gegründet. Die erste Demo hörte auf den Namen -some noise- und wurde im Jahr 1994 mit dem Line-up Jens Albert an den Vocals, Thorsten Riechers und Malte Oelsner an den Gitarren, Basser Sven Richter und Drummer Colin Wischnat veröffentlicht. Nachdem die Band 1996 ihre Demo Overruled veröffentlichte, trennte sich die Band kurze Zeit später. Eines ihrer Demos wurde im Metal Hammer „Demo des Monats“.
Im Jahr 2014 wurde die Band mit Gründungsmitglied Jens Albert und Drone Gitarrist Marcelo Vasquez Rocha wieder ins Leben gerufen. 2016 wurde die EP V-II-XII" veröffentlicht. Nach zahlreichen Wechseln in der Zusammensetzung wurde 2020 unter der Besetzung Jens Albert, Marcelo Vasquez Rocha, Frank Ruhnke, Florian Seybecke und Moritz Menke (von Bloodwork) das erste Album Part of a Sick World veröffentlicht. Das Album erschien am 24. Januar 2020 auf dem Label Metalville (Vertrieb: Rough Trade). Im gleichen jahr wurden sie für das Wacken Open Air, die Hamburg Metal Dayz und viele weitere Festivals gebucht, die Gigs wurden jedoch wegen der COVID-19-Pandemie abgesagt. Einige Shows, unter anderem auf Festivals wie dem Metal Frenzy Festival, Dong Open Air und dem Wacken Open Air konnten sie in später nachholen.
Am 1. März 2024 erscheint ihr zweites Album 24/7 Hate, erneut über Metalville.

## Stil
Surgical Strike spielen Thrash Metal alter Schule, der vor allem durch den Bay-Area-Thrash der 1980er geprägt ist. Der Stil ist an technisch spielende Bands wie Testament, Heathen und Death Angel angelehnt, während der Gesang wiederum an Exodus-Sänger Steve de Souza erinnert. Neben der aggressiven Schnelligkeit setzt die Band auch auf Melodien. Die Texte sind politischer Natur und greifen das aktuelle politische Geschehen auf.

## Diskografie

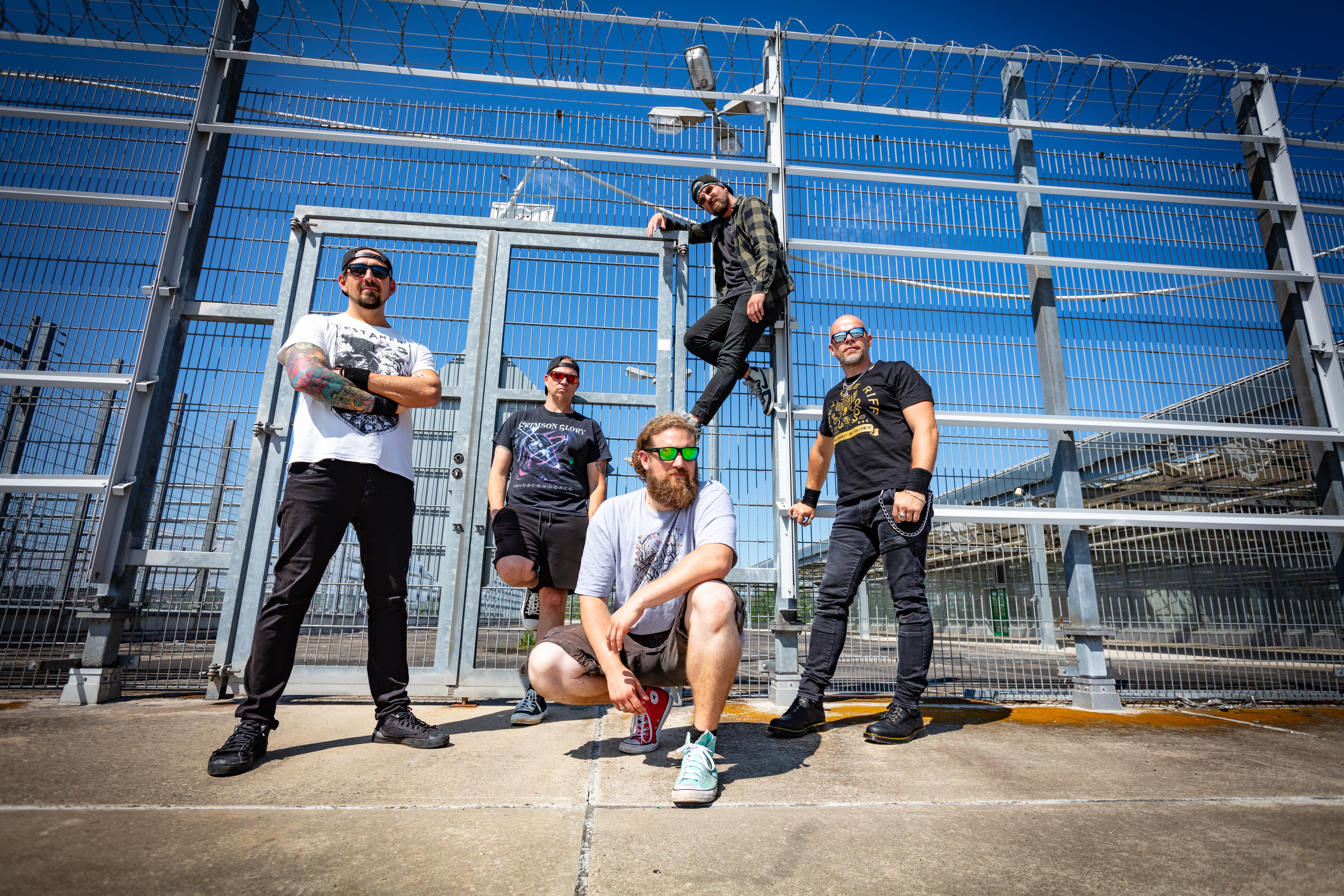
Surgical Strike (2023)

### Alben
- 2020: Part of a Sick World (Metalville)
- 2024: 24/7 Hate (Metalville)

### EPs
- 2016: V-II-XII (Eigenproduktion)

### Demos
- 1994: -some noise-
- 1996: Overruled

### Musikvideos
- 2016: Shithouse Propaganda
- 2020: Dead End Gone
- 2020: Not in this Life
- 2024: Fear Monger
- 2024: 24/7 Hate